# Hôtel Radigue
L'hôtel Radigue est un édifice classé Monument historique, situé à Alençon, en France.

## Localisation
Le monument est situé dans le département français de l'Orne, sur la commune d'Alençon, au no 15 de la rue du Bercail, à 60 m au nord-ouest de la basilique Notre-Dame.

## Historique
Les façades et les toitures, ainsi que deux salons ornés de boiseries situés au premier étage, sont inscrits au titre des monuments historiques depuis le 22 avril 1960.